# 297. Infanterie-Division (Wehrmacht)
La 297. Infanterie-Division fu una divisione dell'esercito tedesco attiva durante la seconda guerra mondiale, che venne creata nel 1940 e fu impiegata sul fronte orientale, dove fu fatta distrutta nel gennaio 1943. Venne ricomposta nel marzo dello stesso anno e schierata sul fronte balcanico, dove si arrese nel 1945.

## Storia

### Formazione
La divisione fu costituita il 31 gennaio 1940 nella zona di Bruck an der Leitha e prese parte alla campagna di Francia come forza di riserva. Nell'ottobre 1940 la divisione trasferì 2 reggimenti alla 327. Infanterie-Division ed uno stato maggiore di reggimento alla 113. Infanterie-Division.

### Fronte orientale
Dal 22 giugno 1941 la divisione prese parte all'operazione Barbarossa come parte dell'Heeresgruppe Süd in Ucraina, principalmente come componente della 6. Armee. Fu utilizzato nella cattura di Žitomir, Čerkasy, Kiev e Poltava, a nord della regione del Donec, avanzò poi fino a Char'kov, dove dovette sopportare mesi di combattimenti di posizione e pesanti battaglie difensive. Durante l'Operazione Blu nell'estate del 1942, combatté nella grande ansa del Don e a sud di Stalingrado. La divisione venne distrutta durante la battaglia di Stalingrado nel 1943.

### Riorganizzazione
La divisione fu riorganizzata nei pressi di Bordeaux il 7 marzo 1943, la riorganizzazione terminò in Serbia. All'inizio di settembre venne impiegata per disarmare le truppe italiane in Albania, dove rimase lì fino all'ottobre 1944, sia per proteggere la costa da possibili sbarchi alleati, sia per combattere i partigiani.
Successivamente si ritirò per il Montenegro e la Bosnia, sopportando duri combattimenti con i partigiani di Tito, sempre più forti e riforniti, più tardi si ritirò attraverso la Croazia con l'Heeresgruppe E; tuttavia l'8 maggio 1945 ebbe luogo la resa, ed i membri della divisione furono fatti prigionieri di guerra dagli jugoslavi tra Celje e Radkersburg.

## Ordine di battaglia
297. Infanterie-Division 1940
- Infanterie-Regiment 522
- Infanterie-Regiment 523
- Infanterie-Regiment 524
- Artillerie-Regiment 297
- Panzerabwehr-Abteilung 297
- Pionier-Bataillon 297
- Infanterie-Divisions-Nachrichten-Abteilung 297
- Infanterie-Divisions-Nachschubtruppen 297

297. Infanterie-Division 1943
- Grenadier-Regiment 522
- Grenadier-Regiment 523
- Grenadier-Regiment 524
- Divisions-Füsilier-Bataillon 297
- Artillerie-Regiment 297
- Feldersatz-Bataillon 297
- Panzerjäger-Abteilung 297
- Pionier-Bataillon 297
- Infanterie-Divisions-Nachrichten-Abteilung 297
- Infanterie-Divisions-Nachschubtruppen 297

## Decorazioni
Alcuni soldati della 297. Infanterie-division furono premiati per le loro azioni in guerra:
- Croce Tedesca
  - in oro: 15
- Croce di Cavaliere della croce di ferro: 9[3]

## Comandanti
- General der Artillerie Max Pfeffer (5 aprile 1940 - 16 gennaio 1943)
- Generalmajor Moritz von Drebber (16 gennaio 1943 - 1º aprile 1943)
- Generalleutnant Friedrich-Wilhelm Deutsch (1º aprile 1943 - 17 febbraio 1944)
- Generalleutnant Otto Gullmann (17 febbraio 1944 - 26 ottobre 1944)
- Generalleutnant Albrecht Baier (26 ottobre 1944 - 8 maggio 1945)[1]